# Samostan Gangteng
Samostan Gangteng (Dzongkha: སྒང་སྟེང་དགོན་པ), splošno znan kot Gangtey Gompa ali samostan Gangtey ali Gangteng Sangngak Chöling - སྒང་སྟེང་གསང་སྔགས་ཆོས་གླིང་ , je pomemben samostan šole Nyingmapa budizma, glavni sedež tradicije Pema Lingpa , v okrožju Vangdue Phodrang v osrednjem Butanu. Samostan, znan tudi po vasi Gangten, ki ga obkroža, je v dolini Phobjikha, kjer zimski obiskovalci – črnovrati žerjavi (Grus nigricollis) - obiščejo osrednji Butan, samostan trikrat obkrožijo ob prihodu in ponavljajo kroženje, ko se vračajo v Tibet.  Zgodovina samostana sega do začetka 17. stoletja in nazaj do prerokb, ki jih je naredil znani terton (odkritelj skritih sporočil) Pema Lingpa v poznem 15. stoletju. 
Samostan je eden glavnih sedežev verske tradicije, ki temelji na razodetjih Pema Lingpe in je eden od dveh glavnih centrov šole budizma Nyingmapa v državi. 
Nad vasjo je bil ustanovljen samostanski Nyingma kolegij ali sedra, Do-ngag Tösam Rabgayling.
Poreklo prvega kralja Butana, Ugjen Vangčuka iz butanske [[rodbina Vangčuk|rodbine Vangčuk, ki še zdaj vlada Butanu, se izsledi v klan Dungkhar Choje, hčerinske družbe klana Khouchung Choje, katere ustanovitelj je bil Kunga Wangpo, četrti sin Pema Lingpa. 

## Lega
Samostan Gangteng je omejen na zahodni strani s Črnimi gorami (območje nad 5000 metrov nadmorske višine) in stoji na grebenu sredi vasi Gantey, s pogledom na veliko ledeniško dolino Phobjikho, ki je na nadmorski višini približno 3000 metrov in je močvirna. Reka Nake Čhu teče skozi to dolino. Samostan nudi osupljive poglede na dolino Phubjikha. Regija Črnih gora je naseljena z nomadskimi pastirji in pastirji jakov.
Vangdue Phodrang, sedež okrožja, je 45 km od vasi Nobding v dolini Phobjikha na cesti Trongsar, od koder vodi kratek odcep do Gompe. Je 75 km od Thimphuja, glavnega mesta Butana. Gompa stoji na priljubljeni treking poti Gangte, ki se začne v dnu doline in poteka skozi dolino Gangteng, nato se povzpne do Gangteng Gompe, gre skozi vas Kumbu vzhodno od Gangteng Gompe, gre skozi Gedachen, Khebaythang, Kilkhorthang vasi in se končno dotakne Kungathang Lhakhanga. 

## Zgodovina
Samostan Gangteng je leta 1613 ustanovil prvi peling Gyalsé Rinpoče  ali Gangteng Tulku, Rigdzin Pema Tinley (1564–1642) ), ki je bil vnuk velikega butanskega tertona Pema Lingpa (1450–1521). Najzgodnejše zgodovinsko ozadje, ki je povezano s tem samostanom, je povezano z vzpostavitvijo tradicije budizma Vadžrajana po guruju Rinpočeju, ki je bil ključen za to, da je Butan postal budistični narod. Guru je med svojimi obiski v deželi v 8. in 9. stoletju skril številne svete zaklade (imenovane terma) (slike in svete spise), da bi se izognili njihovemu skrunjenju ali uničenju v težkih časih, na različnih mestih v Butanu, da bi jih vrnili kasneje tertonom, da bi širili Budove nauke. Ti so bili pridobljeni v različnih obdobjih skozi čas in v 15. stoletju se je Pema Lingpa, rojen leta 1450, štel za inkarnacijo guruja Rinpočeja, ki ga je sprožilo razkritje 108 zakladov v njegovih psihičnih sanjah, ki jih je razodel guru Rinpoče. Lotil se je leta 1476, ko je bil star 25 let. Bil je uspešen pri iskanju številnih zakladov podob in svetih spisov, povezanih z budizmom, po vsem Butanu, kar je privedlo do vzpostavitve številnih samostanov po vsem Butanu in budizem je trdno zakoreninil v državi. Zato je Pema Lingpa postal »kralj terton«, ugledni svetnik in učitelj. Terton je obiskal dolino Phobjikha kot svetnik, da bi učil budistične nauke ljudi in jih blagoslovil. V času teh obiskov, ko je pogledal veličastne gore, ki so obkrožale dolino, je napovedal, da bo eden od njegovih potomcev zgradil samostan ali gompo na Gangtenu (kar pomeni 'vrh gore') in ga označil kot sedež tradicije Pelinga. Samostan je leta 1613 zgradil njegov vnuk Gyalse Pema Thinley in gora je dobila ime Gangteng Sang Nga Choling (kar pomeni 'vrh za učenje dharme'). Trulku (duhovni voditelj samostana ali gompe) samostana, ki je bil prvotno zgrajen kot majhen samostan Lhakhang, ki ga je kasneje razširil njegov sin Tenzing Legpai Dhendup (1645–1726) in ga je nasledil kot drugi Trulku. Zgrajen je bil v obliki samostanske trdnjave dzong.  Sedanja dinastija Vangčuk, ki vodi Butan, so potomci Pema Lingpe. 
Od leta 2002 do leta 2008 je bil samostan popolnoma obnovljen pod današnjo Gangteng Tulku, H. E.  Rigdzin Kunzang Pema Namgyal (vladal 1955).
Obnovljeni samostan je bil posvečena sedanji inkarnaciji Pema Lingpe 10. oktobra 2008, ki jo je izvedel četrti Butanski kralj. Gangteng Sang-ngak Chöling, kot je zdaj obnovljen, ohranja svojo prvotno slavo in se navaja, da je ponovno oživil peling tradicije. Zato obnova Lhakhanga in ponovna oživitev tradicije pelinga simbolizirata avro Butanske monarhije. 
V okviru bitke med britansko in butansko vojsko v Deothangu v Butanu leta 1864–65 je bilo omenjeno, da so bile roke britanskega vojaškega častnika, ki je bil ubit v bitki, »shranjene v svetišču sanktuma Gangteng Gompa«. 

## Zgradba
Izgradnja prvotnega Lakhanga je bila izvedena s polnim prizadevanjem skupnosti. Lokalni materiali, kot je les, so prihajali iz bližnjih gozdov in bil razrezan, oblikovan in uporabljen za gradnjo stebrov, gred in oken. Gradbeni kamen je bil pridobljen iz lokalnih gričev; v tem kontekstu prav tako navaja legendo, da je lokalno božanstvo imenovano Delep, olajšalo dostopnost do kamna z ustvarjanjem plazu na nasprotnem hribu. Znani umetnik iz samostana Umze iz Lhalunga v Tibetu je bil posebej pripeljan iz Tibeta, da bi kot zowpon – delovodja - vodil ekipe lokalnih obrtnikov. Prostovoljna delovna sila je bila organizirana med privrženci lokalne vasi Gangten.
Samostan je doživel veliko prenovo leta 2000, ki je trajala osem let. To je bilo ogromno restavratorsko delo, ki ga je organiziral deveti Gangteng Trulku, Kunzang Rigzin Pema Namgyal (naveden kot  reinkarnacija Pema Lingpe). Projekt je stal 700 milijonov butanskih ngultrum (Nu), »da bi ohranili to izjemno zapuščino za prihodnost«. Strukturni problemi, ki so bili najprej identificirani, so bili zlasti slabo stanje lesenih delov. Obnova je bila načrtovana tako, da ni motila »izvirne avre in veličastnosti samostana«. Kraljeva vlada Butana je nadzorovala delo in zagotovila potrebno tehnično in arhitekturno podporo, vključno s surovinami. Vsa prizadevanja so bila vložena v ohranjanje starih konstrukcij, rezbarij in slik, kolikor je bilo to mogoče, medtem ko so 104 nove stebre zapleteno izdelali lokalni obrtniki. To nalogo je podprl tudi četrti kralj Butana s tehnično podporo in smernicami. Samostan je bil poslikan s trajnimi posebnimi mineralnimi barvami, lokalno imenovanimi dotshoen. Samostan zavzema glavno mesto v dolini Phobjikha in je zdaj zgrajen kot velik kompleks, ki ga sestavlja osrednja gompa, obdana z bivalnimi prostori za menihe, meditacijskimi dvoranami in gostiščem. V njem je tudi šola. 
Samostanski kompleks ima pet templjev, ki obkrožajo glavni osrednji stolp. [8] Glavna dvorana v samostanu, imenovana tshokhang, je bila zgrajena v tibetanskem arhitekturnem slogu. Dvorana je zgrajena z osmimi zelo velikimi lesenimi stebri, za katere velja, da so največji v Butanu. Leseni deli, tako znotraj kot zunaj stare zgradbe, ki so bili v slabem stanju, so bili zamenjani. Podobno so bile prenovljene tudi nekatere slike in freske v samostanu. Samostan zdaj vzdržuje 100 laičnih menihov (lokalno znanih kot gomčen). Menihom pomagajo tudi budistični bhakte (privrženci), katerih družine prebivajo v vasi v bližini Gompe.
Restavratorska dela so opravili obrtniki, ki so jim pomagali gomčani, menihi laiki. Ti menihi so delali brezplačno. Tesarji so z lepimi motivi ročno izrezljali 15 metrov dolge lesene nosilce iz modrega bora (Pinus wallichiana). Nekateri so uporabili bodala za rezanje dorje (diamantni motiv strele), ki je ponavljajoča se tema na zunanjosti samostana. Starodavni prehod, ki je vodil do samostana, je bil obnovljen. 
Izdelava postavitve
Izdelana je podrobna ureditev ter svete podobe in freske iz različnih zgradb kompleksa Gangten Gompa, začenši s štirimi smermi Gönpa in svetim in simbolnim pomenom območij, ki obdajajo samostan. Ti so v osrednji regiji Butana, območja so gozdnata z zdravilnimi rastlinami in drevesi. Sveti kraji v regiji, v štirih smereh so: na vzhodu - Gayney Lhakhang v Bumthangu, na jugu - Moenyul Namkha dzong, na zahodu – Paro Taktsang in na severu - Namthang Lu Gi Phu, meditacijska jama gurua Rinpočeja. Gompa je na najvišji točki, simbolu Vadžrajanskega učenja in njegove prakse. V bazi je prepletena z devetimi velikimi gorskimi vrhovi, ki simbolizirajo devet yana. Ni problem divjih živali, kar kaže na pomanjkanje trpljenja. Nebo zgoraj se pojavlja v obliki kolesa z osmimi naperami, ki simbolizira jogijske praktikante iz dzogchena. Dežela, kjer je Gompa, je »ravnodušnost in altruistična namera Bodičite«. Ima osem prijetnih znakov, ki kažejo na zbor plemenitih sinov in hčera iz vseh smeri. V okolici je upodobljen »zmagovalen plakat na vzhodu, dolgi rogovi na jugu, šeststranska mantra na zahodu in stupa na severu«, ki simbolizirajo naravno realizacijo; nadalje, sonce in luna se dvigata zgodaj in pozno zjutraj, tri trajne reke tečejo v bližini in spodnji del, kjer je Gompa, se zdi kot slon - ugoden znak.
Izdelanih je deset lastnosti okolice Gompe: okoliške gore in gozdovi, ki obdajajo Gompo, so kot 16 velikih arhatov s svojimi spremljevalci; bela cesta Langleygang predstavlja vzhodni sivi tiger, tam je modra Zhungchu Ngoenmo, ki ga simbolizira južni modri zmaj; rdeča skala v Trawanangu predstavlja zahodno rdečo ptico; pastoralni travnik Tsi Tsi la simbolizira severno črno želvo; štirje lokalni zaščitniki, ki so znani kot sadagi, predstavljajo neuničenje s štirimi elementi; tam je zimzeleno drevo za izpolnitev želja (Paksam Joenshing), ki simbolizira duhovno in časovno blaginjo; zgornja, srednja in spodnja podregija območja predstavljajo posebno učenje treh košev; centri za umik so namenjeni moškim in ženskim praktikantom budizma. Glede na to ugodno okolje ima Gangtey Gönpa: kvadratni tloris, ki označuje popolnost v učenju in praksi, okoli njega je velika ograja, ki jo varuje pred zlimi vplivi, samostan ima tri vhode, ki predstavljajo »vrata treh jog«. Na voljo so vrata in okna, ki označujejo čiščenje čustvene teme, slike so pobarvane in reliefne, kot zaščitno sočutje, mandale so upodobljene - zunanja raven mandale je iz Mahajoge, notranja raven mandale označuje Anujoga in tajna raven mandale je Dzogchen.
V pritličju so obogatene podobe Bude 3-krat podobnih tistim v Magadhi, samostanu Bodh Gaya in Jangbadžainu. Poleg teh so slike 4 drugih Bud, 8 plemenitih sinov, Veliki učitelj; jezna oblika Hayagriva in Vadžrapani jih obdajajo. Skupnostna dvorana ima Jangčub Tungša in daritvene boginje. Ob straneh vhoda so kralji 4 smeri in sicer: »Mandala cikličnega obstoja, postavitev Meru v skladu s sutrami in tantrami, Zangdog Pelrijem in Purelandom v Šambali«. V prvem nadstropju so živeli zaporedni Trilkus in ima tri svetišča Dharmapala in zakladnico z Namsey Phodrang. V drugem nadstropju je obogaten Lamai Lhakhang s kipom Vadžrasatave, ki ga obdajajo nosilci rodov Peling. Celotna besedila Nyingma Gyud Bum so na vzhodni strani. Tshengye Lhakhang je na južni strani, kjer so vidni kipi osmih manifestacij guruja Rinpočeja, kanonska besedila in osem Desheg čortenov iz rdeče sandalovine. Bivalni prostori so vzhodno in zahodno od Gompe. Na zahodu je tudi Amitayus Lhakhang s kipom Bude Amitābha s svojimi spremljevalci. Machen Lhakhang je na severu, kjer je relikvijarna stupa z balzamiranim telesom 6. Gangteng Tulku Tenpai Nyima. V njem so tudi kipi 16 arhatov.
Avalokiteśvara Lhakhang z enajstimi obrazi je na vhodu v glavni tempelj. Šedra dvorana skupnosti in Kezang Lhakhang obdajata glavno svetišče. Bivalni prostori menihov so zgrajeni na vseh štirih straneh.  Samostan ima tudi edinstveno zbirko orožja ter obredne pripomočke.

## Gangtey trek
Gangtey treki so priljubljena turistična atrakcija v dolini Phubjika, ki zajemajo Gangtey Gompo. Te treking poti, ki jim sledijo mednarodni ljubitelji trekinga, se začnejo pri Gangteng Gompe. Trek skozi vas Kumbu (vzhodno od Gompe), gre skozi vasi Gedachen in Khebayathang, vodi do vasi Kilhorthang in se konča v Kilkhortang Lhakhangu.  Kratek pohod približno 90 minut, znan kot 'Gangte Nature Trail', se začne od kamnitega zidu Mani severno od Gangteng Gompe in se konča v Khewa Lhakhangu.

## Festival
Tšeču, priljubljen butanski festival, ki poteka po vsem Butanu v vseh večjih samostanih in okrožnih mestih, prav tako poteka od 5. do 10. dne osmega lunarnega meseca po butanskem koledarju. Festival privablja številne tuje turiste. 
Poleg tega je festival žerjavov, ki označuje prihod črnovratih žerjavov iz Tibetanske planote v zimskih mesecih in ki jih ljudje smatrajo kot verski blagoslov, velik dogodek ne le v dolini Phobjika, ampak tudi v tem samostana. To je 12. novembra, vsako leto, to je dan po praznovanju kraljevega rojstnega dne. 

## Verske institucije
Po ukazu četrtega kralja, Džigme Singje Vangčuka, so v Gangtengu Gönpi leta 1985 ustanovili budistični kolidž in center za meditacijo, da bi propagirali budistično dharmo s podporo kraljevi vladi Butana. V tem času je Gyal Yum Phuntsho Choden to pobudo je podprl s sponzoriranjem gradnje treh velikih kipov Buda, guruja Rinpočeja in Rigdzina Pema Lingpe ter templja, ki je vseboval veliko dragocenih predmetov. Poleg tega je bil zasebni sekretar Gyal Yuma, Lopen Phub Dorji motiviran za darilo, vključno s številnimi izdelki, ki so jih ponudili samostanu. V tej državi je bilo ustanovljenih 35 novih in starih centrov za meditacijo in učenje Gangteng Gönpe. 

## Galerija
- Zaščitnik Gyalpo Dharma. Detajl modernega murala naslikanega v prehodu samostana Gangteng
- Pogled na samostan Gangteng s ceste
- Detajl molilne dvorane samostana Gangteng
- Čorten v samostanskem kompleksu